# Римпар
Римпар (на немски: Rimpar) е търговска община (Marktgemeinde, Markt) в окръг Вюрцбург в регион Долна Франкония в провинция Бавария, Германия. Населението е 7857 души (31 декември 2023).
Римпар се намира на около десет километра северно от град Вюрцбург.
Римпар е споменат за пръв път през XI век.